# ハウゼン (ミルテンベルク郡)
ハウゼン (ドイツ語: Hausen) はドイツ連邦共和国バイエルン州ミルテンベルク郡に属す町村（以下、本項では便宜上「町」と記述する）。クラインヴァルシュタット行政共同体に属す。

## 地理
ハウゼンは、バイエリシェ・ウンターマイン地方に位置する。

### 自治体の構成
この町は、公式にはハウゼン地区単独で構成される。

## 歴史
オーバーハウゼンおよびウンターハウゼンはいずれもマインツ大司教領に属し、1803年の帝国代表者会議主要決議に基づいて新たに設立されたカール・テオドール・フォン・ダールベルクのアシャッフェン侯領に移され、その後1814年にフランクフルト大公領の一部としてバイエルン王国に併合された。1856年にそれまで独立した自治体であった両者は合併し、新しい町村ハウゼンが成立した。

### 人口推移
ハウゼンの町議会は、13議席からなる。

## 経済と社会資本
2018年の公式統計によれば、この町に務める社会保険支払い義務のある被雇用者は74人で、製造業に19人が従事していた。一方、この町に住んでいる社会保険支払い義務のある被雇用者は全部で811人であった。また、2016年には6軒の農家があり、183 ha の農業用地があった。

## 引用
1. ↑  https://www.statistikdaten.bayern.de/genesis/online?operation=result&code=12411-003r&leerzeilen=false&language=de Genesis-Online-Datenbank des Bayerischen Landesamtes für Statistik Tabelle 12411-003r Fortschreibung des Bevölkerungsstandes: Gemeinden, Stichtag (Einwohnerzahlen auf Grundlage des Zensus 2011)
2. ↑  Bayerische Landesbibliothek Online
3. ↑  “6. Sozialversicherungspflichtig beschäftigte Arbeitnehmer seit 2013”, Statistik kommunal 2019 Gemeinde Hausen:  p. 8 2021年4月23日閲覧。
4. ↑  “22. Betriebsgrößenstruktur in der Landwirtschaft 2003, 2005, 2007, 2010 und 2016”, Statistik kommunal 2019 Gemeinde Hausen:  p. 14 2021年4月23日閲覧。
5. ↑  “20. Bodennutzung 2003, 2007, 2010 und 2016”, Statistik kommunal 2019 Gemeinde Hausen:  p. 13 2021年4月23日閲覧。